# エリック・マーティンズ
アンソニー・エリック・マーティンズ（Anthony Eric Martins, 1972年11月19日 - ）は、アメリカ合衆国カリフォルニア州ロサンゼルス郡イーストロサンゼルス出身の元プロ野球選手（内野手）、野球指導者。右投右打。現在は、MLBのアスレチックスで三塁コーチを務める。

## 経歴
1994年のMLBドラフト17巡目（全体457位）でオークランド・アスレチックスから指名され、プロ入り。現役時代は内野手としてプレーしたが、メジャーを経験しないまま独立リーグ、台湾プロ野球、イタリアンベースボールリーグも経験して2004年に引退した。
引退後は2007年よりアスレチックスのスカウトとなり、2014年まで務めた。2015年からは傘下マイナー球団（AA級ミッドランド・ロックハウンズ、AAA級ナッシュビル・サウンズ、AAA級ラスベガス・アビエイターズ）の打撃コーチに転身し、2019年まで務めた。
2020年シーズンからはアスレチックスの打撃コーチ補佐に就任し、2年間務めた。2022年シーズンからは一塁コーチを務める。

## 詳細情報

### 年度別打撃成績
| 年 度     | 球 団     | 試 合 | 打 席 | 打 数 | 得 点 | 安 打 | 二 塁 打 | 三 塁 打 | 本 塁 打 | 塁 打 | 打 点 | 盗 塁 | 盗 塁 死 | 犠 打 | 犠 飛 | 四 球 | 敬 遠 | 死 球 | 三 振 | 併 殺 打 | 打 率 | 出 塁 率 | 長 打 率 | O P S |
| --------- | --------- | ----- | ----- | ----- | ----- | ----- | -------- | -------- | -------- | ----- | ----- | ----- | -------- | ----- | ----- | ----- | ----- | ----- | ----- | -------- | ----- | -------- | -------- | ----- |
| 2004      | 第一      | 3     | 7     | 7     | 0     | 0     | 0        | 0        | 0        | 0     | 0     | 0     | 0        | 0     | 0     | 0     | 0     | 0     | 0     | 0        | .000  | .000     | .000     | .000  |
| CPBL：1年 | CPBL：1年 | 3     | 7     | 7     | 0     | 0     | 0        | 0        | 0        | 0     | 0     | 0     | 0        | 0     | 0     | 0     | 0     | 0     | 0     | 0        | .000  | .000     | .000     | .000  |

### 背番号
- 7（2003年）
- 52（2020年 - 2021年）
- 3（2022年 - ）